# Канатная дорога Медеу — Чимбулак
Канатная дорога Медеу — Чимбулак — канатная дорога в Алма-Ате от спортивного комплекса «Медеу» на горнолыжный курорт «Шымбулак» через урочище Медеу, была открыта в 2011 году.

## Строительство
Строительство гондольной дороги в рамках подготовки к Азиатским играм 2011 началось в июле 2007 года. Планировалось, что строительство будет закончено в декабре того же года. Проектом предусмотрена перехватывающая парковка до стадиона «Медеу». Для разработки проекта гондольной дороги была привлечена австрийская компания Doppelmayr.
По состоянию на 2009 год канатная дорога не была достроена, работы практически остановились, часть работ выполнялись турецкой строительной компанией. Готовность оценивалась в 65 %, не установлена одна опора и не была построена нижняя станция. Отмечалось, что почти готова верхняя станция дороги и закуплены снежные пушки. Сроком окончания работы назывался ноябрь 2010 года.
В октябре 2010 года проверена работа новой транспортной системы в тестовом режиме.
В преддверии Зимней универсиады 2017 года гондольная дорога была реконструирована.

## Характеристика
Канатная дорога имеет протяженность 4,5 км от спортивного комплекса «Медеу» до горнолыжной базы «Шымбулак». По новой гондольной дороге подъём к горнолыжным трассам занимает не более 15 минут. На линии может работать до 115 восьмиместных кабин, скорость движения — 5 метров в секунду, пропускная способность — до 2000 человек в час.
Канатная дорога является важным связующим звеном с курортом «Шымбулак». Это становится особенно заметно, когда в результате схода лавин перекрывается автомобильное сообщение с Медеу. Так, в мае 2011 года дорога была перекрыта сутки, в июне 2015 года, в мае 2016 года.
Грузоподъёмность каждой кабины — 640 килограммов, вместительность — до 8 человек.
Каждая кабина оснащена рацией для оповещения о возникновении нештатной ситуации.

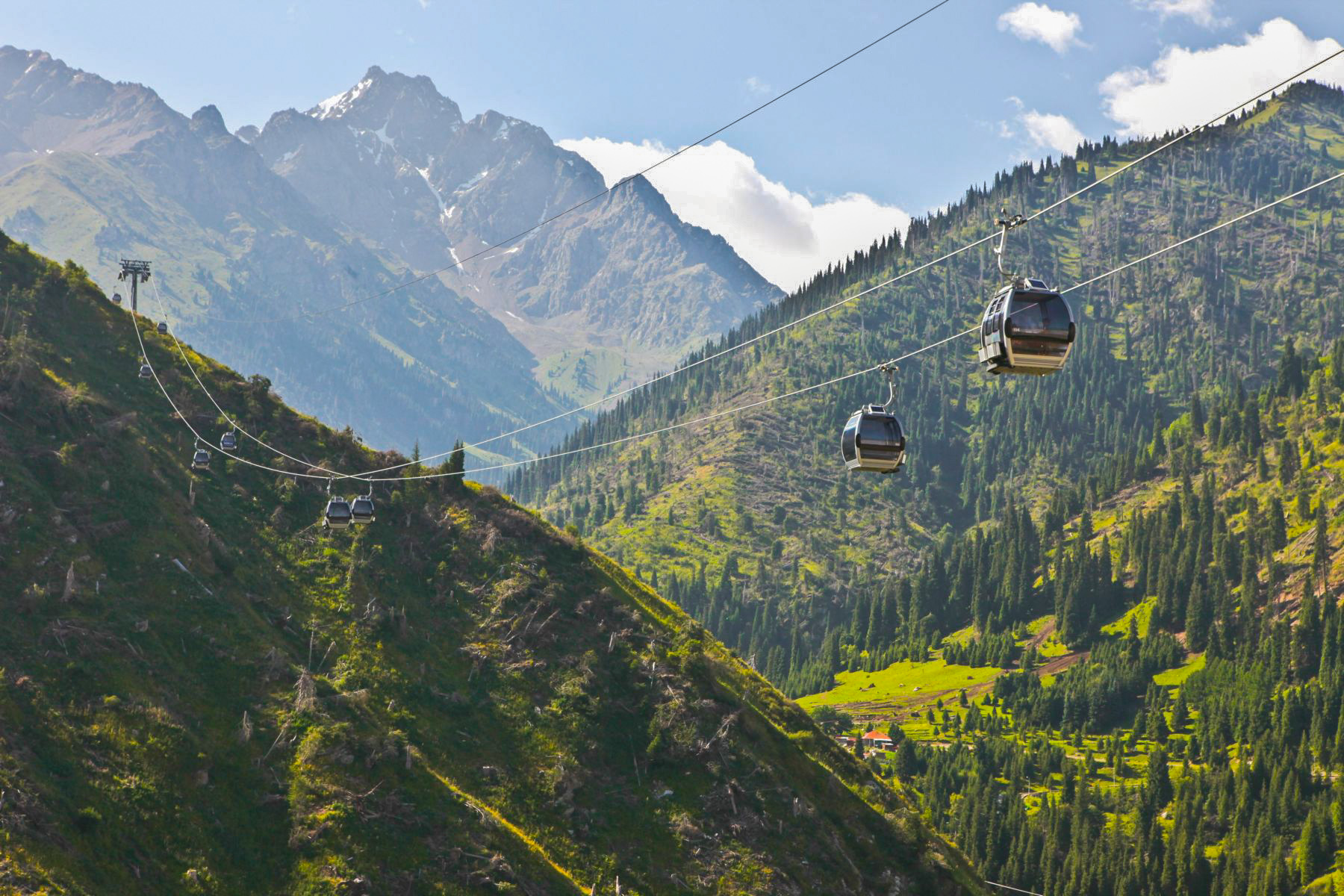
Дорога вдоль склона
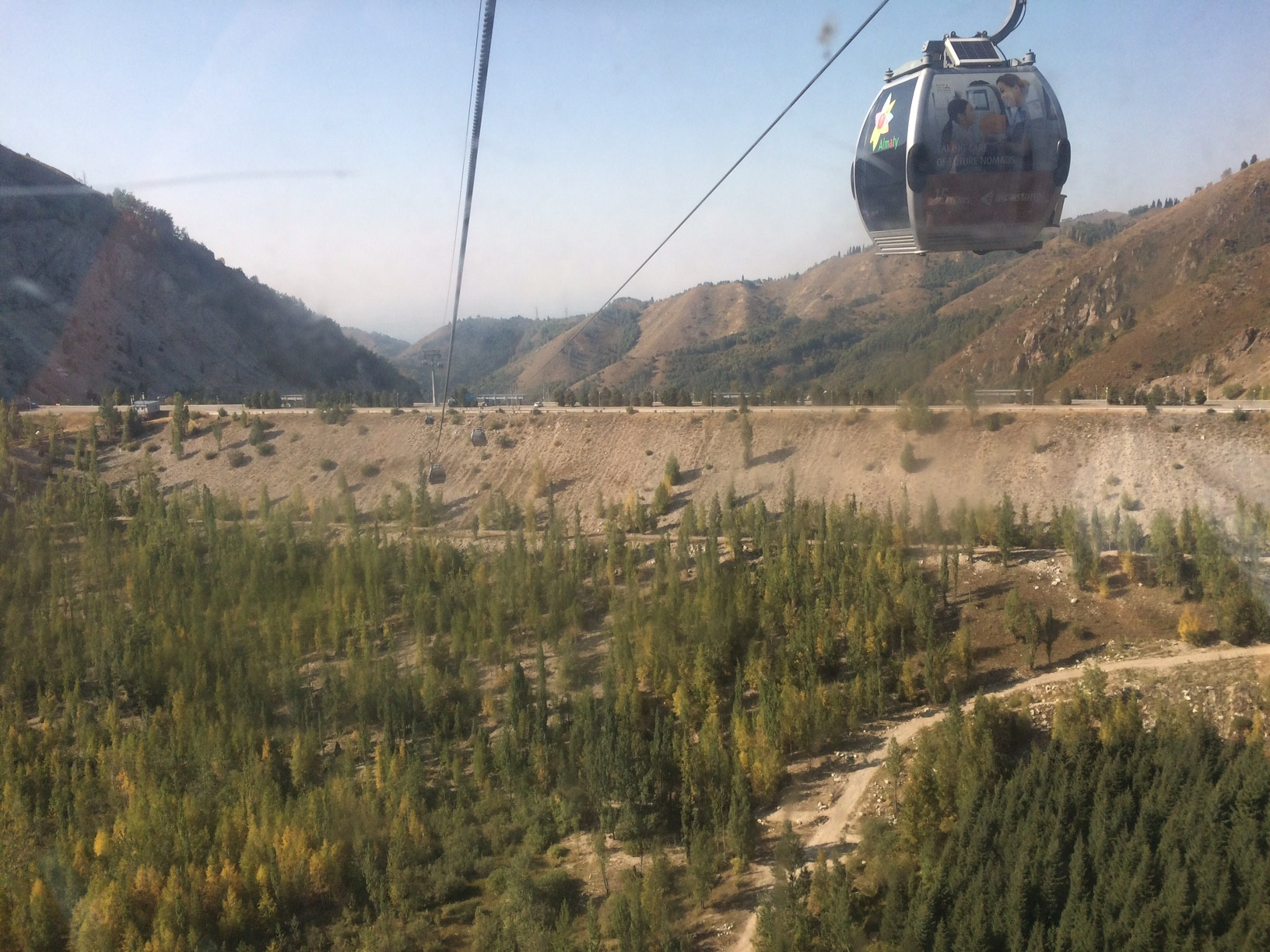
Кабина над селехранилищем
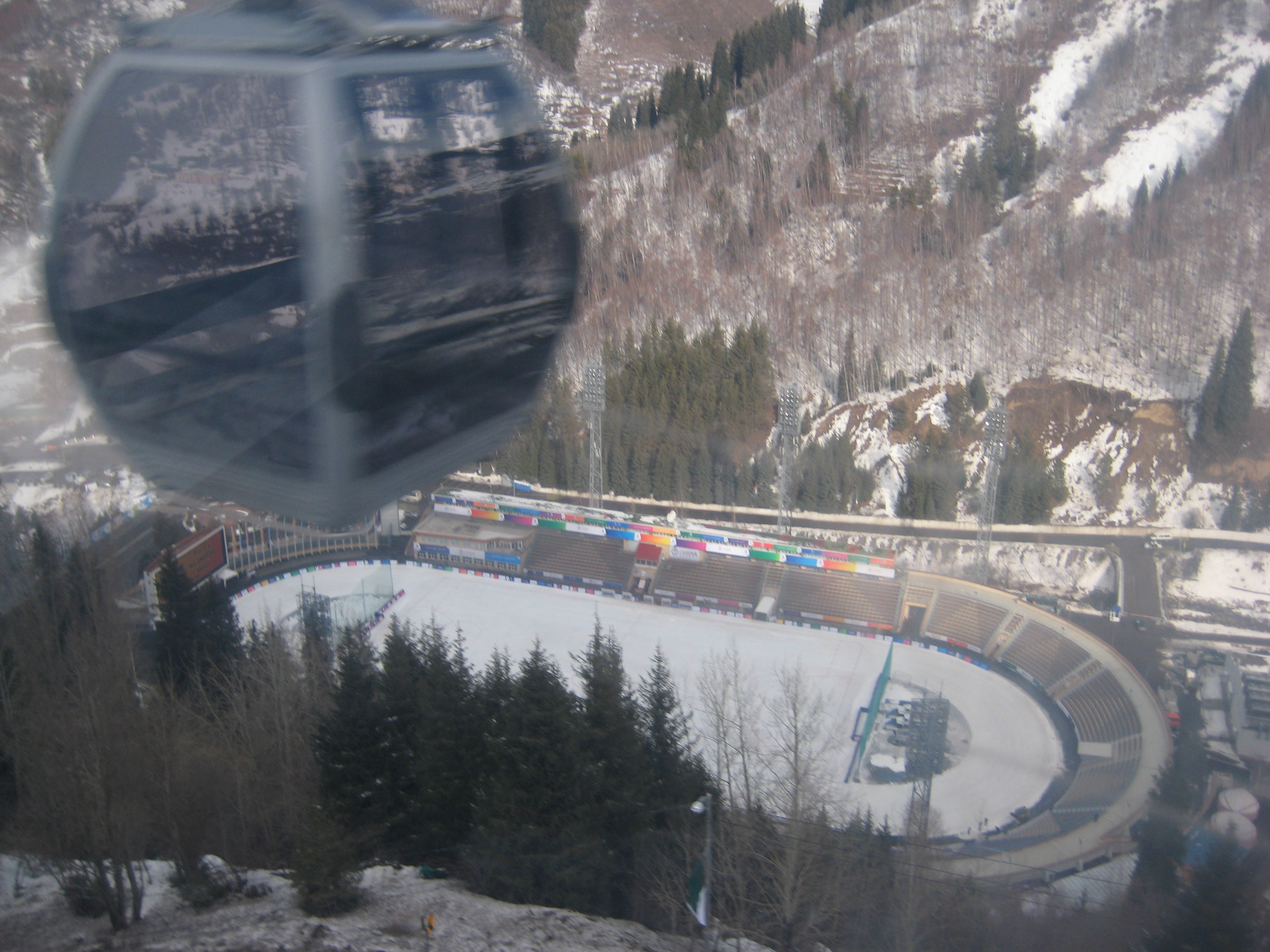
Спорткомплекс «Медеу»
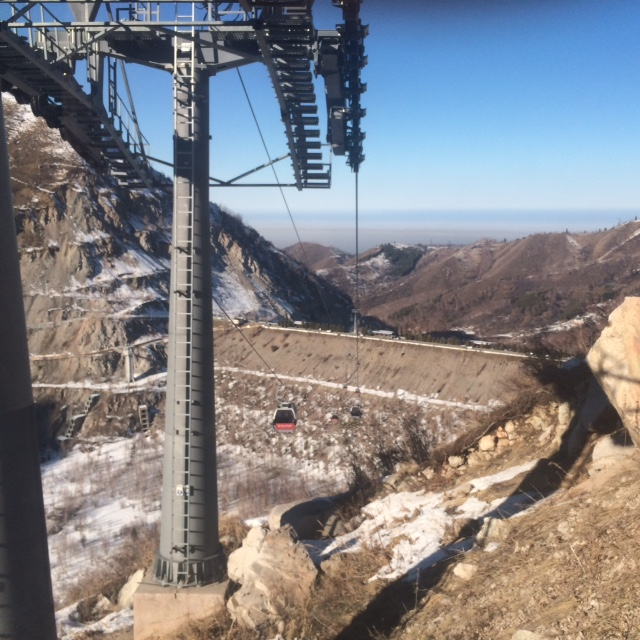
Селезащитная плотина

## Происшествия
В январе 2017 года после соревнований на курорте «Шымбулак» в кабинках подвесной дороги застряли люди. Работа линии приостанавливалась несколько раз. Причиной неисправности стало срабатывание датчика Контроля положения каната.

## Стоимость билетов
Стоимость подъёма в оба конца: Взрослый — 5000 тг. (на август 2024г.) Молодёжный (до 23 лет) — 3000 тг. Дети до 10 лет — 2500 тг. Дети до 5 лет, пенсионеры, инвалиды — бесплатно 1 (один) билет в день.